# Stemmi ed emblemi degli Stati dell'Africa
Questa è una lista degli stemmi e degli emblemi degli Stati africani.

## Stati indipendenti
| Nazione                          | Stemma | Motto                                                                                   | Articolo                                      |
| -------------------------------- | ------ | --------------------------------------------------------------------------------------- | --------------------------------------------- |
| Algeria                          |        | بالشّعب وللشّعب (Arabo) Dal popolo, per il popolo                                         | Stemma dell'Algeria                           |
| Angola                           |        | Virtus Unita Fortior (Latino) L'unità dà forza                                          | Stemma dell'Angola                            |
| Benin                            |        | Fraternité, Justice, Travail (Francese) Fratellanza, Giustizia, Lavoro                  | Stemma del Benin                              |
| Botswana                         |        | Pula (Tswana) Che piova!                                                                | Stemma del Botswana                           |
| Burkina Faso                     |        | Unité, Travail, Justice (Francese) Unità, Lavoro, Giustizia                             | Stemma del Burkina Faso                       |
| Burundi                          |        | Unité, Travail, Progrès (Francese) Unità, Lavoro, Progresso                             | Stemma del Burundi                            |
| Camerun                          |        | Paix, Travail, Patrie (Francese) Peace, Work, Fatherland (Inglese) Pace, Lavoro, Patria | Stemma del Camerun                            |
| Capo Verde                       |        | Unidade, Trabalho, Progresso (Portoghese) Unità, Lavoro, Progresso                      | Stemma di Capo Verde                          |
| Ciad                             |        | Unité, Travail, Progrès (Francese) Unità, Lavoro, Progresso                             | Stemma del Ciad                               |
| Comore                           |        | Unité, Solidarité, Développement (Francese) Unità, Solidarietà, Sviluppo                | Stemma delle Comore                           |
| Repubblica del Congo             |        | Unité, Travail Progrès (Francese) Unità, Lavoro, Progresso                              | Stemma della Repubblica del Congo             |
| Repubblica Democratica del Congo |        | Justice, Paix, Travail (Francese) Giustizia, Pace, Lavoro                               | Stemma della Repubblica democratica del Congo |
| Costa d'Avorio                   |        | Union – Discipline – Travail (Francese) Unione, Disciplina, Lavoro                      | Stemma della Costa d'Avorio                   |
| Egitto                           |        | Nessuno                                                                                 | Stemma dell'Egitto                            |
| Eritrea                          |        | Awet nHafash (Afar) Vittoria alle Masse                                                 | Stemma dell'Eritrea                           |
| Etiopia                          |        | Nessuno                                                                                 | Stemma dell'Etiopia                           |
| Gabon                            |        | Union, Travail, Justice (Francese) Unione, Lavoro, Giustizia                            | Stemma del Gabon                              |
| Gambia                           |        | Progress, Peace, Prosperity (Inglese) Progresso, Pace, Prosperità                       | Stemma del Gambia                             |
| Ghana                            |        | Freedom and Justice (Inglese) Libertà e Giustizia                                       | Stemma del Ghana                              |
| Gibuti                           |        | Nessuno                                                                                 | Stemma di Gibuti                              |
| Guinea                           |        | Travail, Justice, Solidarité (Francese) Lavoro, Giustizia, Solidarietà                  | Stemma della Guinea                           |
| Guinea Equatoriale               |        | Unidad, Paz, Justicia (Spagnolo) Unità, Pace, Giustizia                                 | Stemma della Guinea Equatoriale               |
| Guinea-Bissau                    |        | Unidade, Luta, Progresso (Portoghese) Unità, Lotta, Progresso                           | Stemma della Guinea-Bissau                    |
| Kenya                            |        | Harambee (Swahili) Lavoriamo insieme                                                    | Stemma del Kenya                              |
| Lesotho                          |        | Khotso, Pula, Nala (Sotho del sud) Pace, Pioggia, Prosperità                            | Stemma del Lesotho                            |
| Liberia                          |        | The love of liberty brought us here (Inglese) L'amore per la Libertà ci ha portato qui  | Stemma della Liberia                          |
| Libia                            |        | Nessuno                                                                                 | Stemma della Libia                            |
| Madagascar                       |        | Tanindrazana, Fahafahana, Fandrosoana (Malgascio) Patria, Libertà, Progresso            | Stemma del Madagascar                         |
| Malawi                           |        | Unity and Freedom (Inglese) Unità e Libertà                                             | Stemma del Malawi                             |
| Mali                             |        | Un Peuple - Un But - Une Foi (Francese) Un Popolo - Un Obiettivo - Una Fede             | Stemma del Mali                               |
| Marocco                          |        | الله، الوطن، الملك (Arabo) Dio, Patria, Re                                              | Stemma del Marocco                            |
| Mauritania                       |        | شرف إخاء عدل (Arabo) Onore, Fraternità, Giustizia                                       | Sigillo della Mauritania                      |
| Mauritius                        |        | Stella Clavisque Maris Indici (Latino) Stella e Chiave dell'Oceano Indiano              | Stemma di Mauritius                           |
| Mozambico                        |        | Nessuno                                                                                 | Stemma del Mozambico                          |
| Namibia                          |        | Unity, Liberty, Justice (Inglese) Unità, Libertà, Giustizia                             | Stemma della Namibia                          |
| Niger                            |        | Fraternité, Travail, Progrès (Francese) Unità - Lavoro - Progresso                      | Stemma del Niger                              |
| Nigeria                          |        | Unity and Faith, Peace and Progress (Inglese) Unità e Fede, Pace e Progresso            | Stemma della Nigeria                          |
| Repubblica Centrafricana         |        | Unité, Dignité, Travail (Francese) Unità, Dignità, Lavoro                               | Stemma della Repubblica Centrafricana         |
| Ruanda                           |        | Ubumwe, Umurimo, Gukunda Igihugu (Kinyarwando) Unità, Lavoro, Patriottismo              | Stemma del Ruanda                             |
| São Tomé e Príncipe              |        | Unidade, Disciplina, Trabalho (Portoghese) Unità, Disciplina, Lavoro                    | Stemma di São Tomé e Príncipe                 |
| Senegal                          |        | Un Peuple, Un But, Une Foi (Francese) Un Popolo, Un Obiettivo, Una Fede                 | Stemma del Senegal                            |
| Seychelles                       |        | Finis Coronat Opus (Latino) Il risultato corona il lavoro                               | Stemma delle Seychelles                       |
| Sierra Leone                     |        | Unity, Freedom, Justice (Inglese) Unità, Libertà, Giustizia                             | Stemma della Sierra Leone                     |
| Somalia                          |        | Nessuno                                                                                 | Stemma della Somalia                          |
| Sudan                            |        | النصر لنا (Arabo) La vittoria è nostra                                                  | Stemma del Sudan                              |
| Sudan del Sud                    |        | Justice, Liberty, Prosperity (Inglese) Giustizia, Libertà, Prosperità                   | Stemma del Sudan del Sud                      |
| Sudafrica                        |        | '!ke e: ǀxarra ǁke (ǀxam) Unità nella diversità                                         | Stemma del Sudafrica                          |
| Swaziland                        |        | Siyinqaba (Swati) Noi siamo la fortezza                                                 | Stemma dello Swaziland                        |
| Tanzania                         |        | Uhuru na Umoja (Swahili) Libertà e unità                                                | Stemma della Tanzania                         |
| Togo                             |        | Travail, Liberté, Patrie (Francese) Lavoro, Libertà, Patria                             | Stemma del Togo                               |
| Tunisia                          |        | نظام, حرية, عدالة (Arabo) Libertà, ordine, giustizia                                    | Stemma della Tunisia                          |
| Uganda                           |        | For God and My Country (Inglese) Per Dio e per la mia Patria                            | Stemma dell'Uganda                            |
| Zambia                           |        | One Zambia, One Nation (Inglese) Uno Zambia, Una Nazione                                | Stemma dello Zambia                           |
| Zimbabwe                         |        | Unity, Freedom, Work (Inglese) Unione, Libertà, Lavoro                                  | Stemma dello Zimbabwe                         |

## Altre entità politiche
| Nazione                                                                      | Stemma | Motto                                                                                                | Articolo                                               |
| ---------------------------------------------------------------------------- | ------ | --- | ------------------------------------------------------ |
| Ambazonia (Camerun)                                                          |        | (EN) JUSTICE-UNITY-DEMORACY                                                                          | Emblema dell'Ambazonia                                 |
| Ascensione (Regno Unito)                                                     |        | Nessuno                                                                                              | Stemma dell'isola di Ascensione                        |
| Azzorre (Portogallo)                                                         |        | Antes morrer livres que em paz sujeitos (Portoghese) Piuttosto morire liberi che in soggetti di pace | Stemma delle Azzorre                                   |
| Canarie (Spagna)                                                             |        | Nessuno                                                                                              | Stemma delle Canarie                                   |
| Ceuta (Spagna)                                                               |        | Nessuno                                                                                              | Stemma di Ceuta                                        |
| Madera (Portogallo)                                                          |        | Das ilhas as mais belas e livres (Portoghese) Le isole più belle e più libere                        | Stemma di Madera                                       |
| Mayotte (Francia)                                                            |        | Nessuno                                                                                              | Stemma di Mayotte                                      |
| Melilla (Spagna)                                                             |        | Nessuno                                                                                              | Stemma di Melilla                                      |
| Repubblica Democratica Araba dei Sahrawi (de facto indipendente dal Marocco) |        | in arabo حرية ديمقراطية وحدة ‎? la libertà, la democrazia, l'unità                                    | Emblema della Repubblica Democratica Araba dei Sahrawi |
| Réunion (Francia)                                                            |        | Nessuno                                                                                              | Stemma di Réunion                                      |
| Sant'Elena (dipendente da Regno Unito)                                       |        | Loyal and unshakeable (Inglese) Leale e ferma                                                        | Stemma di Sant'Elena                                   |
| Somaliland (de facto indipendente dalla Somalia)                             |        | Nessuno                                                                                              | Stemma del Somaliland                                  |
| Tristan da Cunha (dipendente da Regno Unito)                                 |        | Our faith is our strength (Inglese) La nostra fede è la nostra forza                                 | Stemma di Tristan da Cunha                             |